# سیارک ۷۹۶۵
سیارک ۷۹۶۵ (به انگلیسی: 7965 Katsuhiko، نامگذاری:1996BD1) هفت هزار و نهصد و شصت و پنجمین سیارک کشف شده‌است که در ۱۷ ژانویه ۱۹۹۶ کشف شد.
قدر مطلق سیارک برابر ۱۲٫۰۰ است.